# Карпако (Удине)
Карпако је насеље у Италији у округу Удине, региону Фурланија-Јулијска крајина.
Према процени из 2011. у насељу је живело 958 становника. Насеље се налази на надморској висини од 140 м.